# Église Sainte-Radegonde de Giverny
Pour les articles homonymes, voir Église Sainte-Radegonde.
L'église Sainte-Radegonde de Giverny est d'origine romane.
Elle fait l'objet d'une inscription au titre des monuments historiques depuis 2009, faisant suite à une inscription partielle de 1927.
Dans le cimetière entourant l'église se trouve la tombe du peintre Claude Monet et de sa famille.

## Le bâtiment
- L'abside est semi-circulaire. C'est la partie la plus ancienne. Elle est en hémicycle voûtée en cul de four. Extérieurement, elle possède des modillons à sujets grotesques datant du XIe siècle.
- Le reste de l'édifice date des XVe et XVIe siècles. Les bas-côtés sont éclairés par des fenêtres à meneaux renaissance et flamboyant.
- La nef est couverte d'une voûte lambrissée.
- Une tourelle octogonale à toit pointu flanque le mur septentrional.
- Le clocher à flèche octogonale est situé entre nef et chœur.

## Statuaire
- Dans le chœur : 

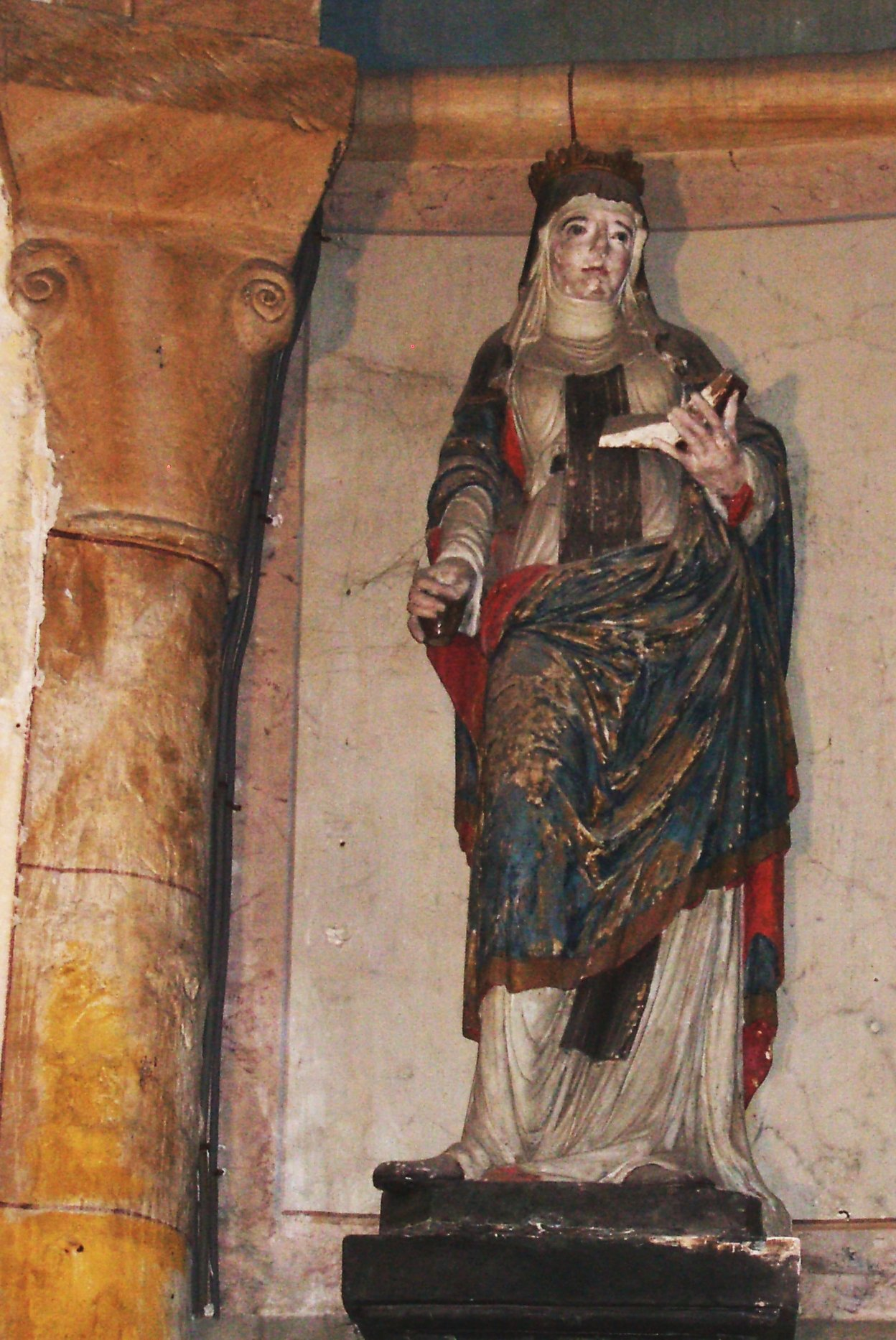
Sainte Radegonde.

  - Le maître autel est en bois peint du XVIIe siècle. Une peinture de la même époque, représente la transfiguration de Jésus au Mont Thabor.
  - À gauche, se trouve une statue en pierre représentant sainte Radegonde, et à droite, une statue de saint Roch, du XVIIe siècle.
- Au-dessus de l'autel du bas-côté sud, se trouve une grande statue en bois de saint Jean-Baptiste du XVIIIe siècle.
- Sur l'autel du bas-côté nord on trouve une peinture représentant l'Annonciation, du XIXe siècle, avec, dans une niche, une statue en pierre de la Vierge à l'Enfant du XIVe siècle.
- Sur le mur du bas-côté sud, se trouve une statue en pierre du XVIe siècle, représentant saint Quentin supplicié.
- Près de l'entrée latérale, une statue en pierre polychrome du XIVe siècle représente saint Louis d'Anjou.
- Des fragments de statues ont aussi été retrouvées :
  - Une statue du XIVe siècle, décapitée, sans doute lors de la période révolutionnaire,
  - Des fragments de statues du XVIe siècle, représentant saint Nicolas et sainte Barbe, ainsi que le fragment d'un personnage assis du XIIIe siècle.
- Un christ en bois est fixé sur la poutre de gloire. Il est daté de 1654 et devait initialement être entouré de la Vierge et de saint Jean.

## Vitraux
- Les vitraux du bas-côté nord représentent la Vierge à l'Enfant et sainte Radegonde, tandis que l'un des vitraux du bas-côté sud représente saint Roch et son chien.

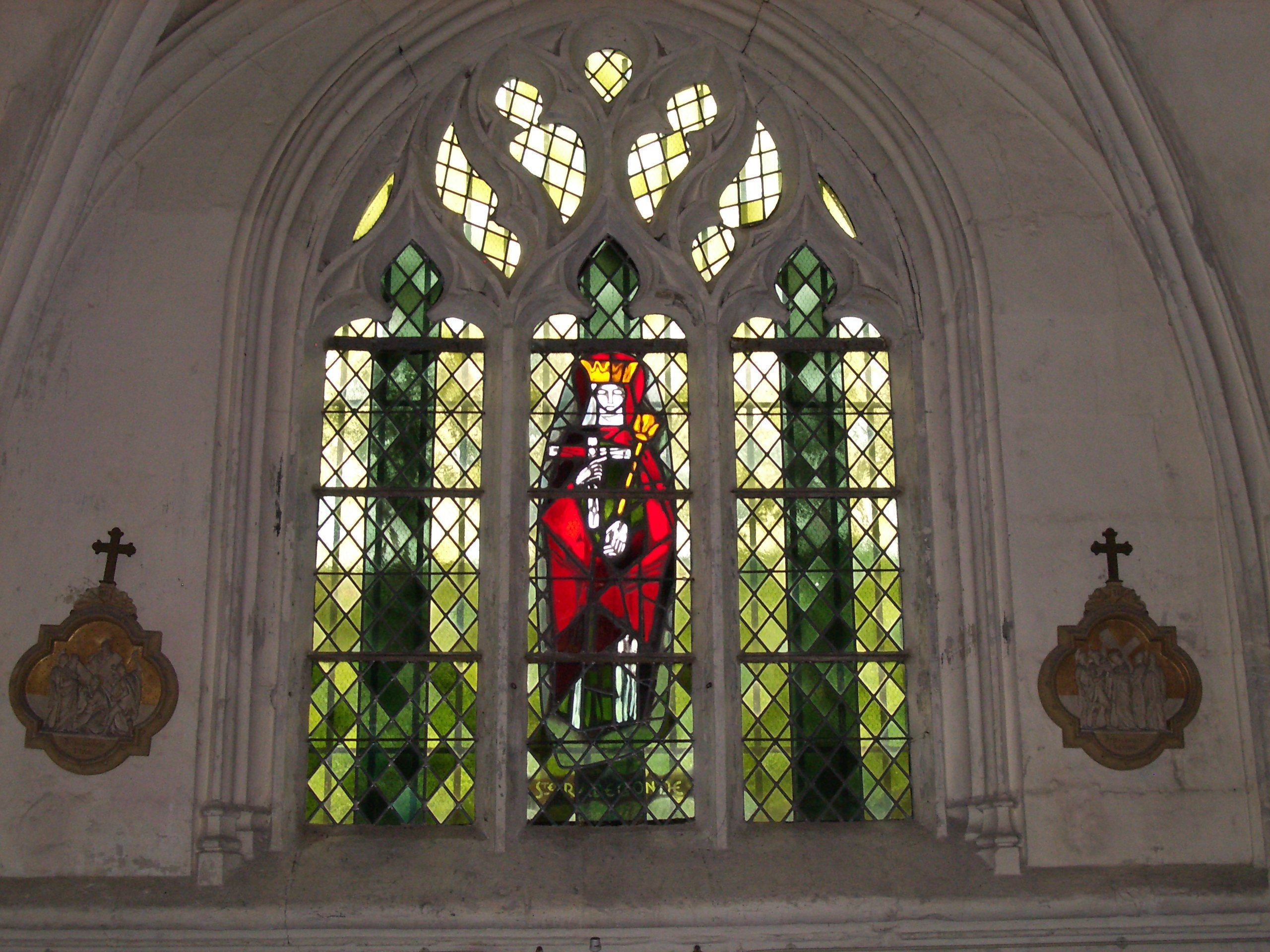
Le vitrail de sainte Radegonde.

## Les cloches
Le clocher contient une grosse et une petite cloche. Elles ont toutes deux été bénites par le doyen Damoiseau d'Ecos et s'appellent Adèle Amélie et Jeanne Emma. Elles ont été fabriquées par souscription municipale en 1861 par A. Hilderrand, fondeur de l'empereur Napoléon III.

## Éléments architecturaux

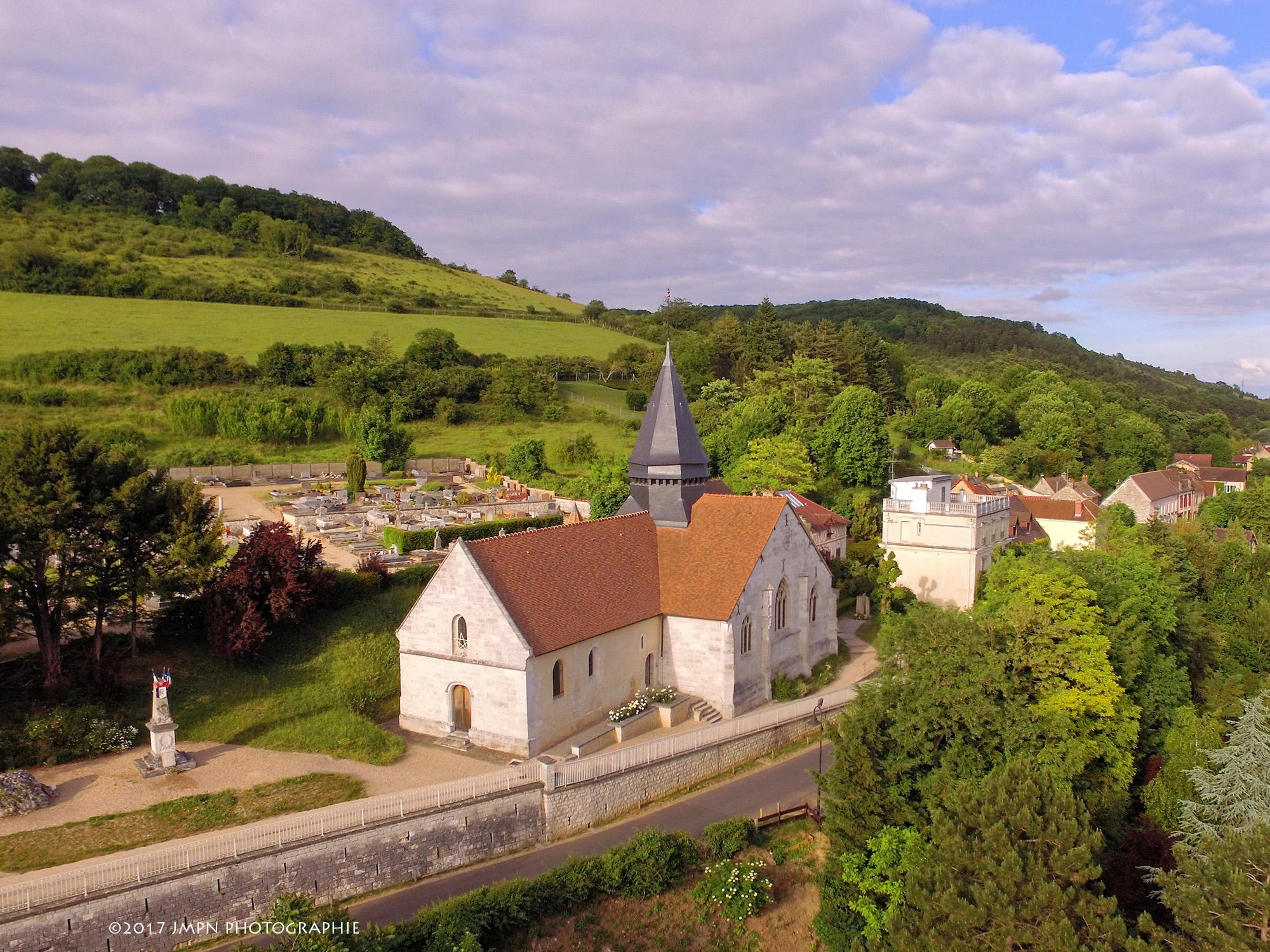
Vue générale.
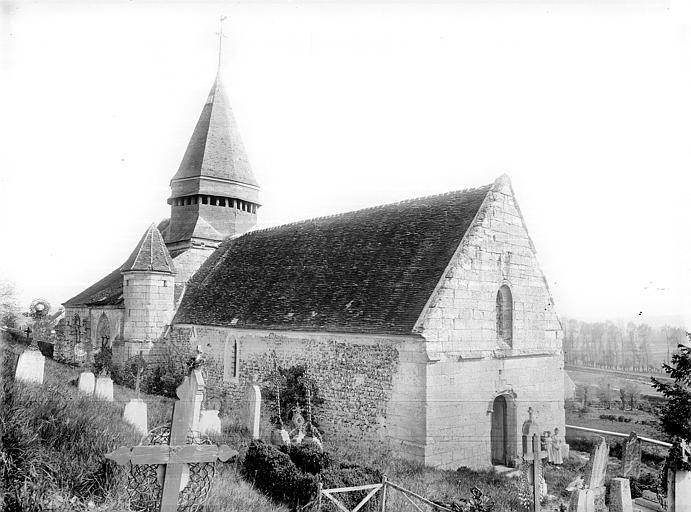
La façade nord-ouest (tourelle octogonale).
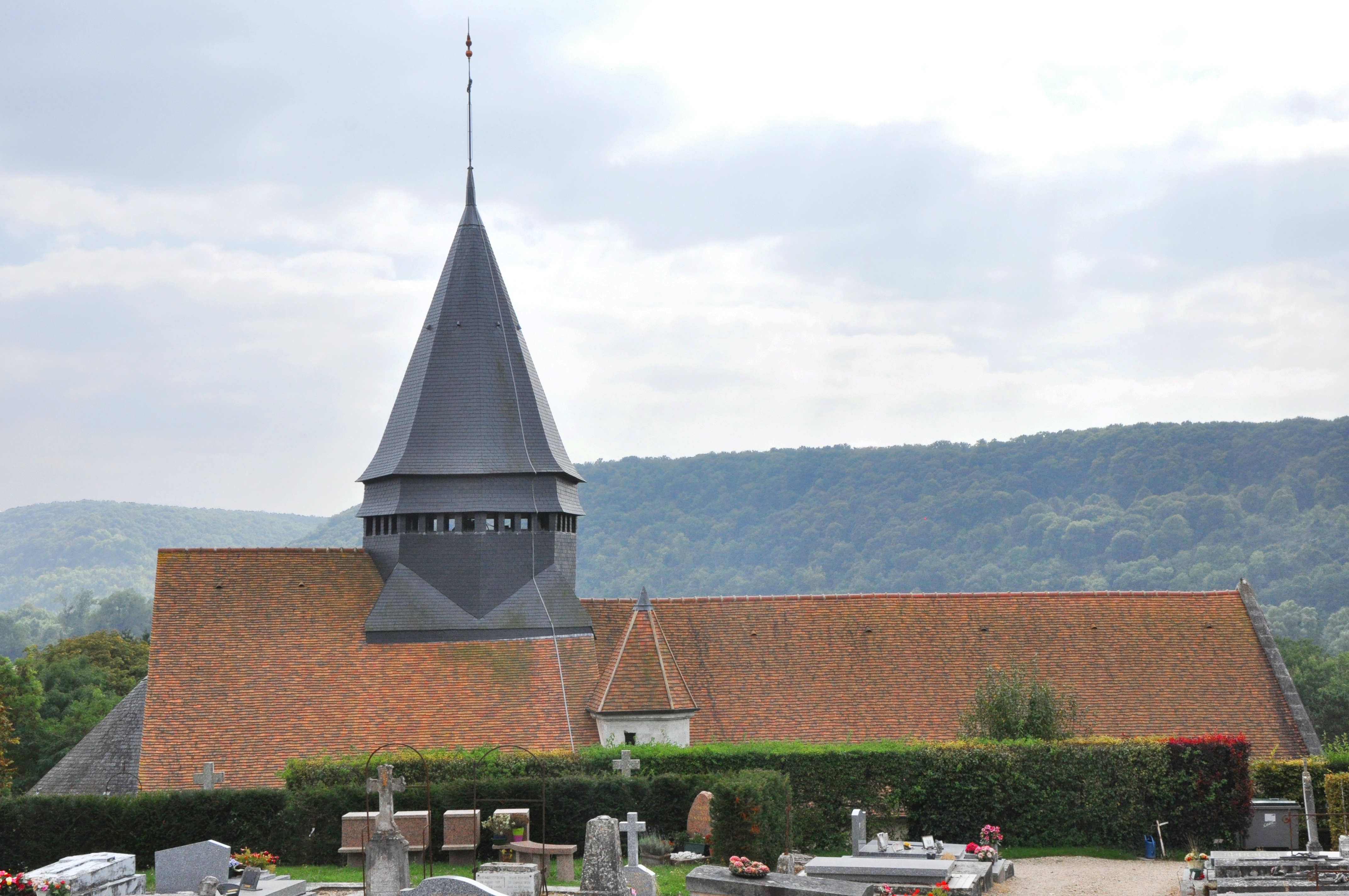
La façade nord (tourelle octogonale).
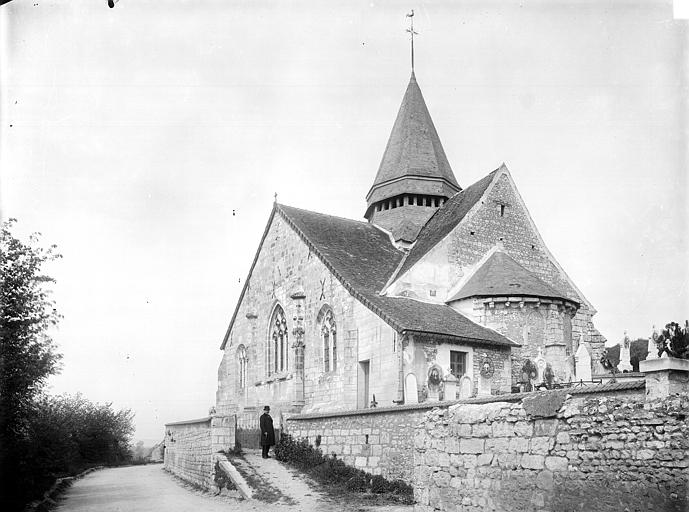
Le chevet en 1919 (abside).
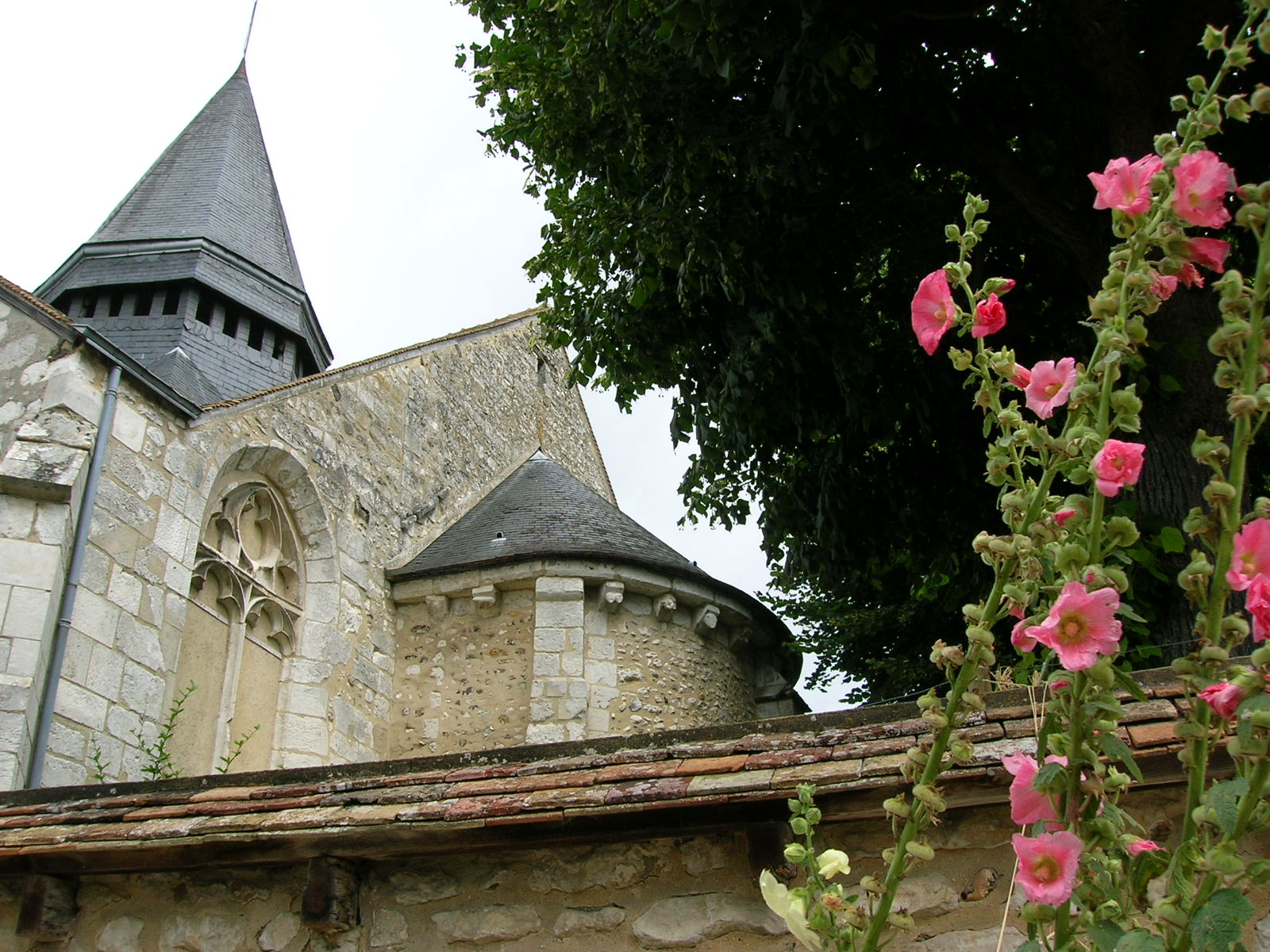
Les modillons de l'abside romane (détails) et la baie gothique rayonnant.
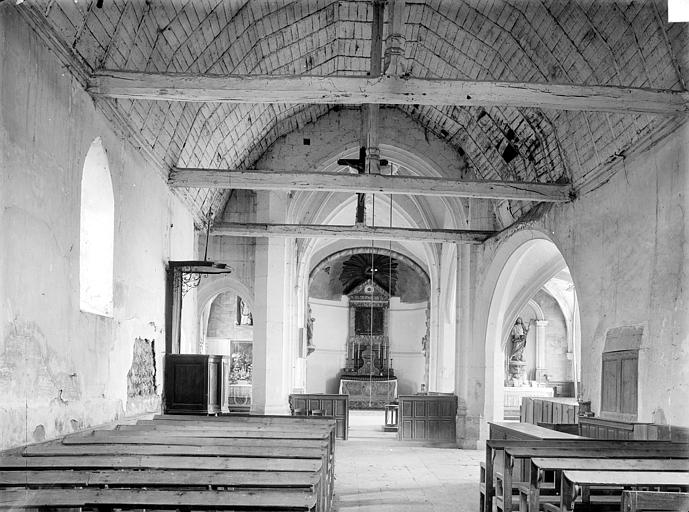
La vue de la nef vers le chœur (voûte lambrissée).

## Éléments de la statuaire

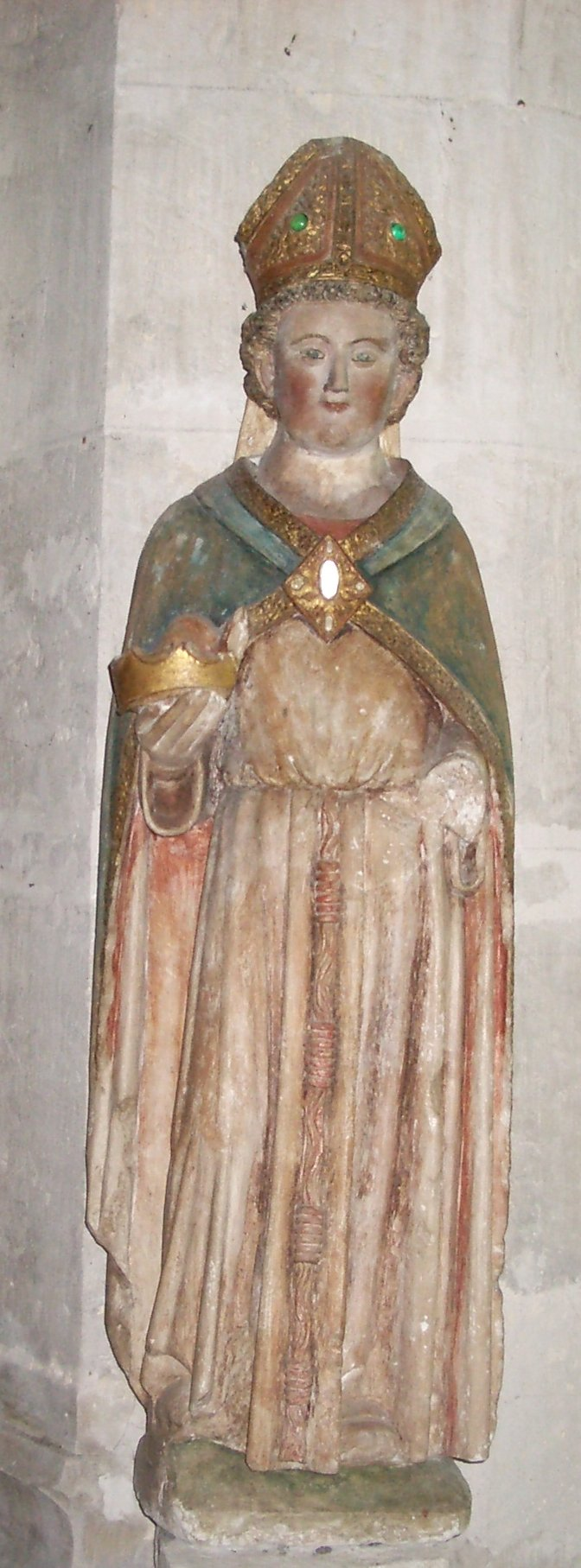
La statue de saint Louis-d'Anjou.
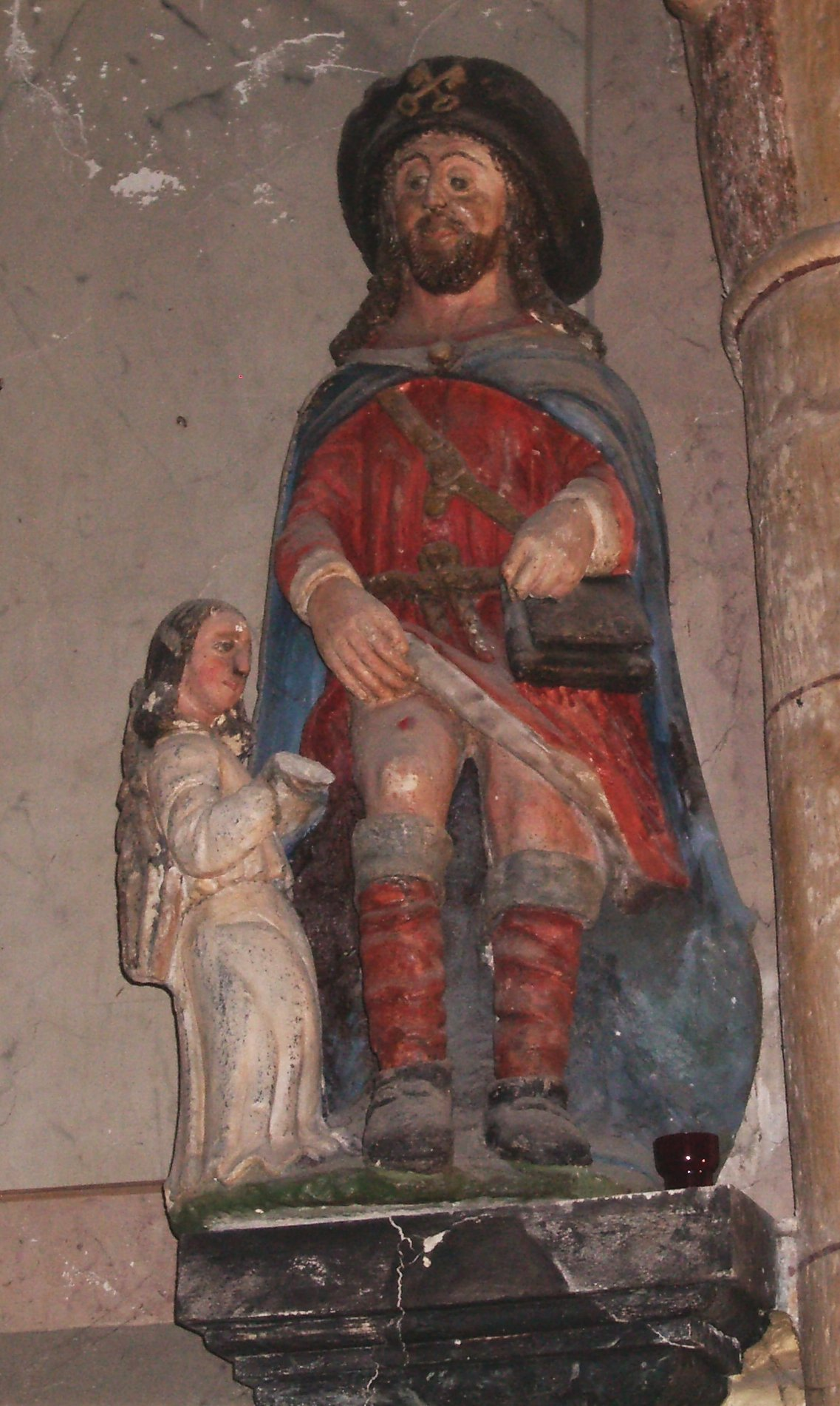
La statue de saint Roch.
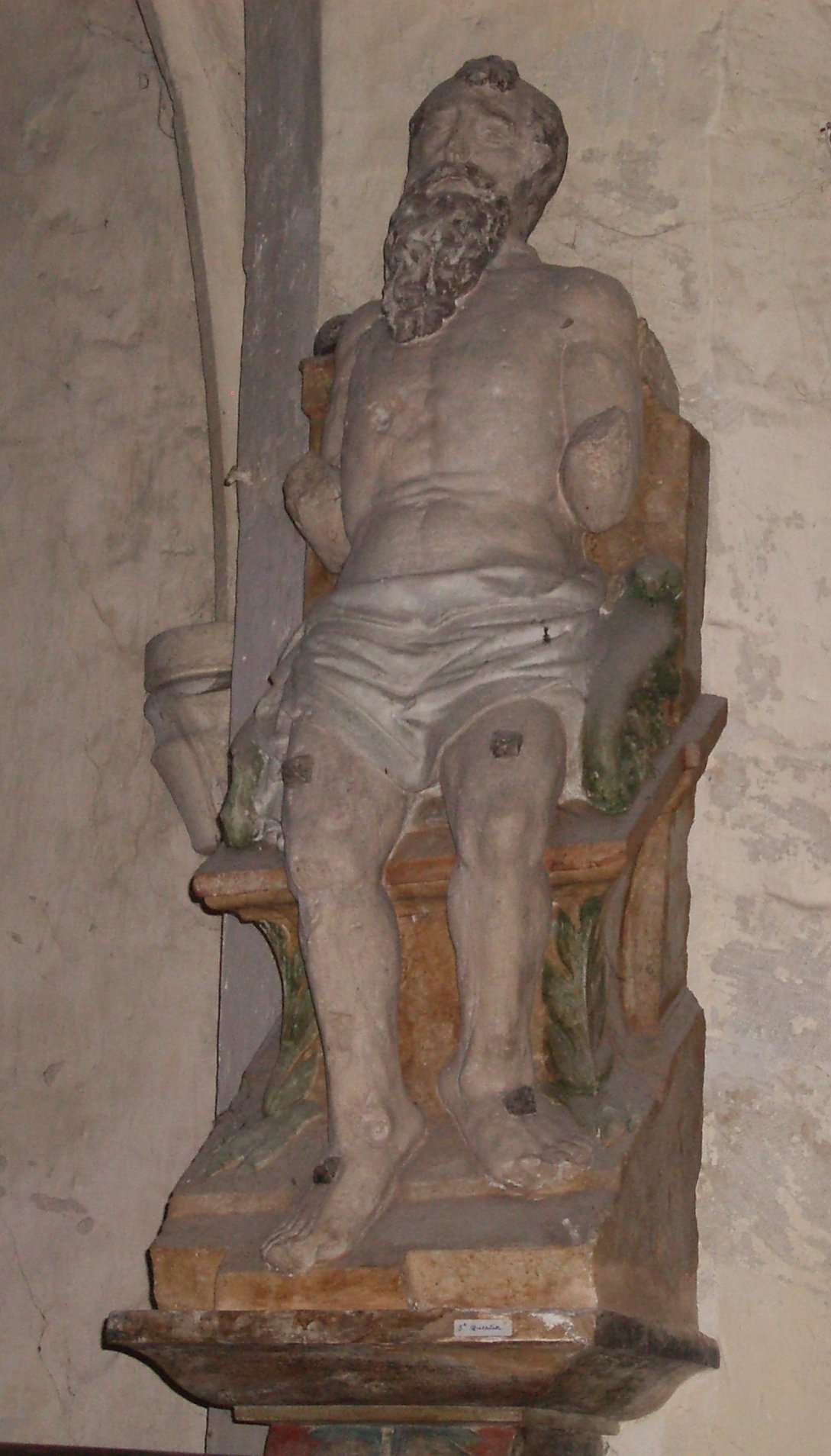
La statue de saint Quentin.
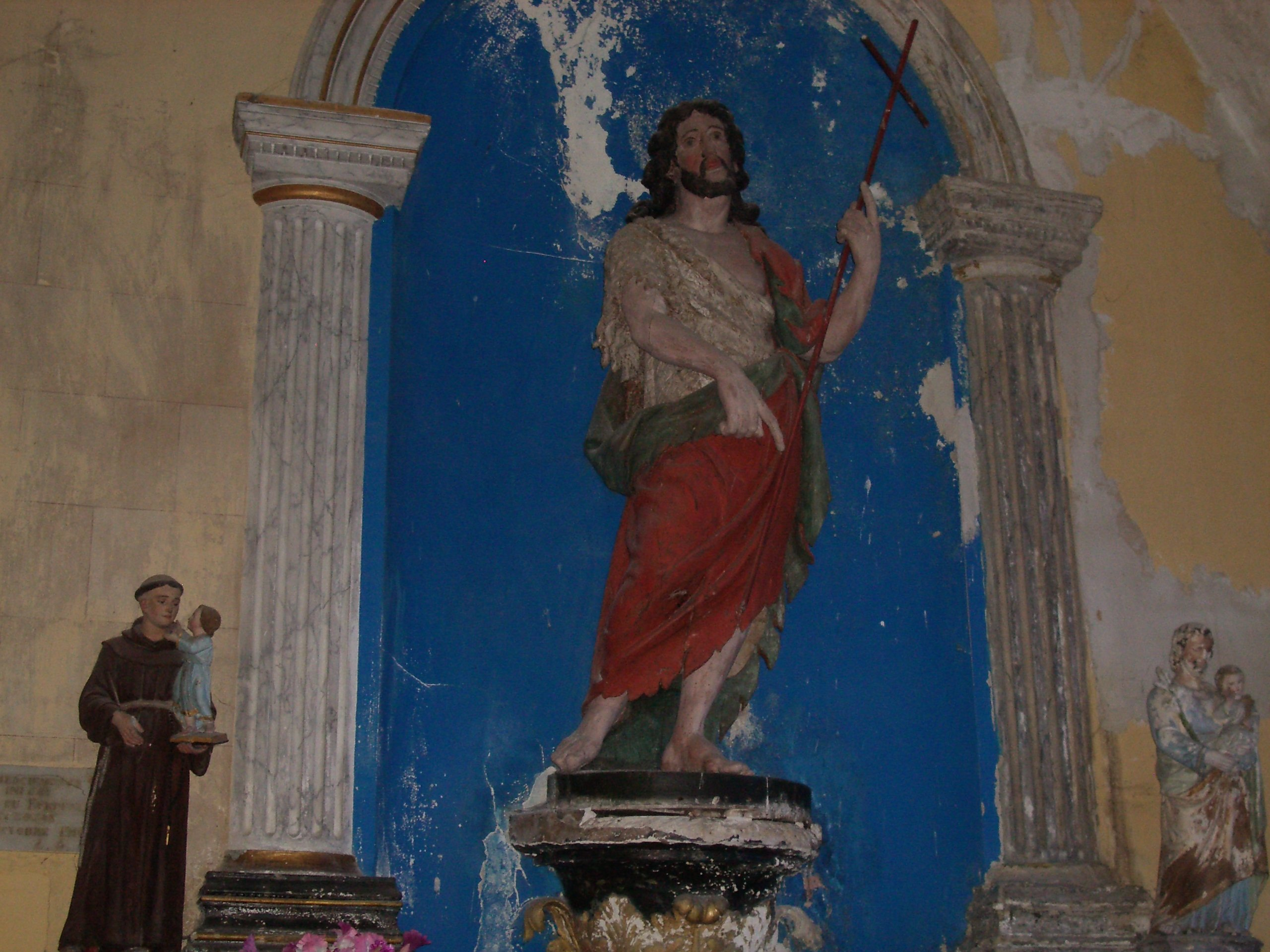
La statue de saint Jean Baptiste.

## Sources
- Monographie paroissiale de Sainte-Radegonde de Giverny - septembre 2007.

1. ↑  « Église Sainte-Radegonde », notice no PA00099434, sur la plateforme ouverte du patrimoine, base Mérimée, ministère français de la Culture.
2. ↑  « Église paroissiale Sainte-Radegonde », notice no IA00017234, sur la plateforme ouverte du patrimoine, base Mérimée, ministère français de la Culture.